# Нут (род)
Нут (лат. Cícer) — род травянистых и кустарниковых цветковых растений семейства Бобовые (Fabaceae); входит в трибу Нутовые (Cicereae) подсемейства Мотыльковые (Faboideae).
Наиболее известный вид — Нут бараний (Cicer arietinum).

## Ботаническое описание
Представители рода — полукустарники и однолетние и многолетние травянистые растения.
Листья парно- или непарноперистые. Листочки мелкие, продолговатые, с зубчатым краем. Прилистники мелкие, листовидные, зубчатые.
Цветки появляются в пазухах листьев, одиночные или в группах по 2—5. Чашечка в различной степени опушённая, глубоко разделённая на 5 долей. Венчик более длинный, чем чашечка; флаг голый или бархатистый, с выемкой, крылья короче флага, ладья короче крыльев.
Плод — овально-продолговатый волосистоопушённый боб, при созревании раскрывающийся двумя створками. Семена широкояйцевидной формы, обычно бородавчатые.
Число хромосом — 2n = 16.

## Ареал
Представители рода распространены в Средиземноморском регионе и Эфиопии, а также в Средней и Центральной Азии.

## Таксономия
Cicer L. Species Plantarum 2: 738. 1753.
Первая детальная классификация растений рода нут была предпринята Михаилом Поповым в 1929 году. Основываясь на морфологических характеристиках и биологическом цикле (в частности, размера цветка, формы листа, образования на вершине побега — листика, колючки или усика; а также продолжительности жизни), учёный выделил два подрода: Pseudononis и Viciastrum, которые в свою очередь делились на четыре секции: Monocicer, Chamaecicer, Polycicer и Achantocicer. Учёный пришёл к выводу о гибридном происхождении группы, поскольку часть её видов наследовала признаки рода Vicia, восходящего к аркотретичной (древней приполярной) флоре, а другая — особенности рода Ononis, предки которого произрастали на засушливом юге Африки. В 1972 году Ван Дер Майсен существенно расширил таксономическое описание рода, при этом придерживаясь основных результатов работы Попова.
Согласно Ван Дер Майсену (1987), род включает в себя девять однолетних и тридцать пять многолетних видов растений, большая часть из которых распространена на юго-западе Азии. Отдельные эндемичные виды произрастают в Марокко и на Канарских островах.
|  |                       |  |                                            |                                            |                          |  | подсемейства Цезальпиниевые и Мимозовые |             |               |  |  |         |                                       |
|  |                       |  |                                            |                                            |                          |  |                                         |             |               |  |  |         | около 45 видов, типовой — Нут бараний |
|  |                       |  |                                            | семейство Бобовые                          |                          |  |                                         |             | триба Нутовые |  |  | род Нут |                                       |
|  |                       |  |                                            | семейство Бобовые                          |                          |  |                                         |             | триба Нутовые |  |  | род Нут |                                       |
|  | порядок Бобовоцветные |  |                                            |                                            | подсемейство Мотыльковые |  |                                         |             |               |  |  |         |                                       |
|  | порядок Бобовоцветные |  |                                            |                                            |                          |  |                                         |             |               |  |  |         |                                       |
|  |                       |  | ещё 13 семейств (согласно Системе APG III) | ещё 13 семейств (согласно Системе APG III) |                          |  |                                         | ещё 27 триб | ещё 27 триб   |  |  |         |                                       |
|  |                       |  |                                            | ещё 13 семейств (согласно Системе APG III) |                          |  |                                         |             | ещё 27 триб   |  |  |         |                                       |

### Синонимы
- Nochotta S.G.Gmel., 1774

### Виды
- Cicer acanthophyllum Boriss., 1970 — Нут колючелистный
- Cicer anatolicum Alef., 1861 — Нут анатолийский
- Cicer arietinum L., 1753 typus — Нут бараний
- Cicer atlanticum Coss. ex Maire, 1928
- Cicer balcaricum Galushko, 1970 — Нут балкарский
- Cicer baldshuanicum (Popov) Lincz., 1949 — Нут балджуанский
- Cicer bijugum Rech.f., 1952
- Cicer canariense A.Santos & G.P.Lewis, 1986
- Cicer chorassanicum (Bunge) Popov, 1929 — Нут хорасанский
- Cicer cuneatum Hochst. ex A.Rich., 1847
- Cicer echinospermum P.H.Davis, 1969
- Cicer fedtschenkoi Lincz., 1949 — Нут Федченко
- Cicer flexuosum Lipsky, 1904 — Нут извилистый
- Cicer floribundum Fenzl, 1842
- Cicer graecum Orph., 1856
- Cicer grande (Popov) Korotkova, 1948 — Нут большой
- Cicer heterophyllum Contandr., Pamukç. & Quézel, 1972
- Cicer incanum Korotkova, 1948 — Нут седой
- Cicer incisum (Willd.) K.Malý, 1909 — Нут крошечный
- Cicer isauricum P.H.Davis, 1969
- Cicer judaicum Boiss., 1849
- Cicer kermanense Bornm., 1937
- Cicer korshinskyi Lincz., 1949 — Нут Коржинского
- Cicer laetum Rassulova & B.A.Sharipova, 1978 — Нут светлый
- Cicer luteum Rassulova & B.A.Sharipova, 1992
- Cicer macracanthum Popov, 1927 — Нут длинноколючий
- Cicer microphyllum Benth., 1835
- Cicer mogoltavicum (Popov) A.S.Korol., 1937 — Нут моголтавский
- Cicer montbretii Jaub. & Spach, 1842
- Cicer multijugum Maesen, 1972 — Нут многопарный
- Cicer nuristanicum Kitam., 1956
- Cicer oxyodon Boiss. & Hohen., 1849
- Cicer paucijugum Nevski, 1937 — Нут малопарный
- Cicer pinnatifidum Jaub. & Spach, 1842
- Cicer pungens Boiss., 1856 — Нут колючий
- Cicer rassulovae Lincz., 1981 — Нут Расуловой
- Cicer rechingeri Podlech, 1967
- Cicer reticulatum Ladiz., 1975
- Cicer songaricum Stephan ex DC., 1825 — Нут джунгарский
- Cicer spiroceras Jaub. & Spach, 1842
- Cicer stapfianum Rech.f., 1951
- Cicer subaphyllum Boiss., 1846
- Cicer tragacanthoides Jaub. & Spach, 1842
- Cicer uludereensis Donmez, 2011
- Cicer yamashitae Kitam., 1956